# Stoffelsberg
Stoffelsberg ist eine Hofschaft im Wuppertaler Wohnquartier Herbringhausen im Stadtbezirk Langerfeld-Beyenburg. 

## Geografie
Die Hofschaft liegt auf 267 m ü. NHN südlich des Beyenburger Stausees, ein Aufstau der Wupper bei Beyenburg. Bei der Hofschaft entspringt der Stoffelsberger Bach. Benachbarte Orte sind Hengsten, Gangolfsberg, Oberdahl und Nöllenberg.

## Geschichte
Im Mittelalter war Stoffelsberg neben 15 weiteren Höfen zur Honschaft Walbrecken im Kirchspiel Lüttringhausen des Amtes Beyenburg. 1547 ist in einer Liste der Hand- und Spanndienste eine Wohnstätte belegt. 1715 wird der Weiler auf der Topographia Ducatus Montani als Stofelsberg bezeichnet.
Nördlich von Stoffelsberg verlief die Elberfelder Linie der Bergischen Landwehr.
1815/16 lebten 13 Einwohner im Ort. 1832 war Stoffelsberg weiterhin Teil der Honschaft Walbrecken, die nun der Bürgermeisterei Lüttringhausen angehörte. Der laut der Statistik und Topographie des Regierungsbezirks Düsseldorf als Ackergut bezeichnete Ort besaß zu dieser Zeit zwei Wohnhäuser, zwei landwirtschaftliche Gebäude und eine Fabrikationsstätte. Zu dieser Zeit lebten 42 Einwohner im Ort, zehn katholischen und 32 evangelischen Glaubens. Im Gemeindelexikon für die Provinz Rheinland von 1888 werden zwei Wohnhäuser mit 25 Einwohnern angegeben.

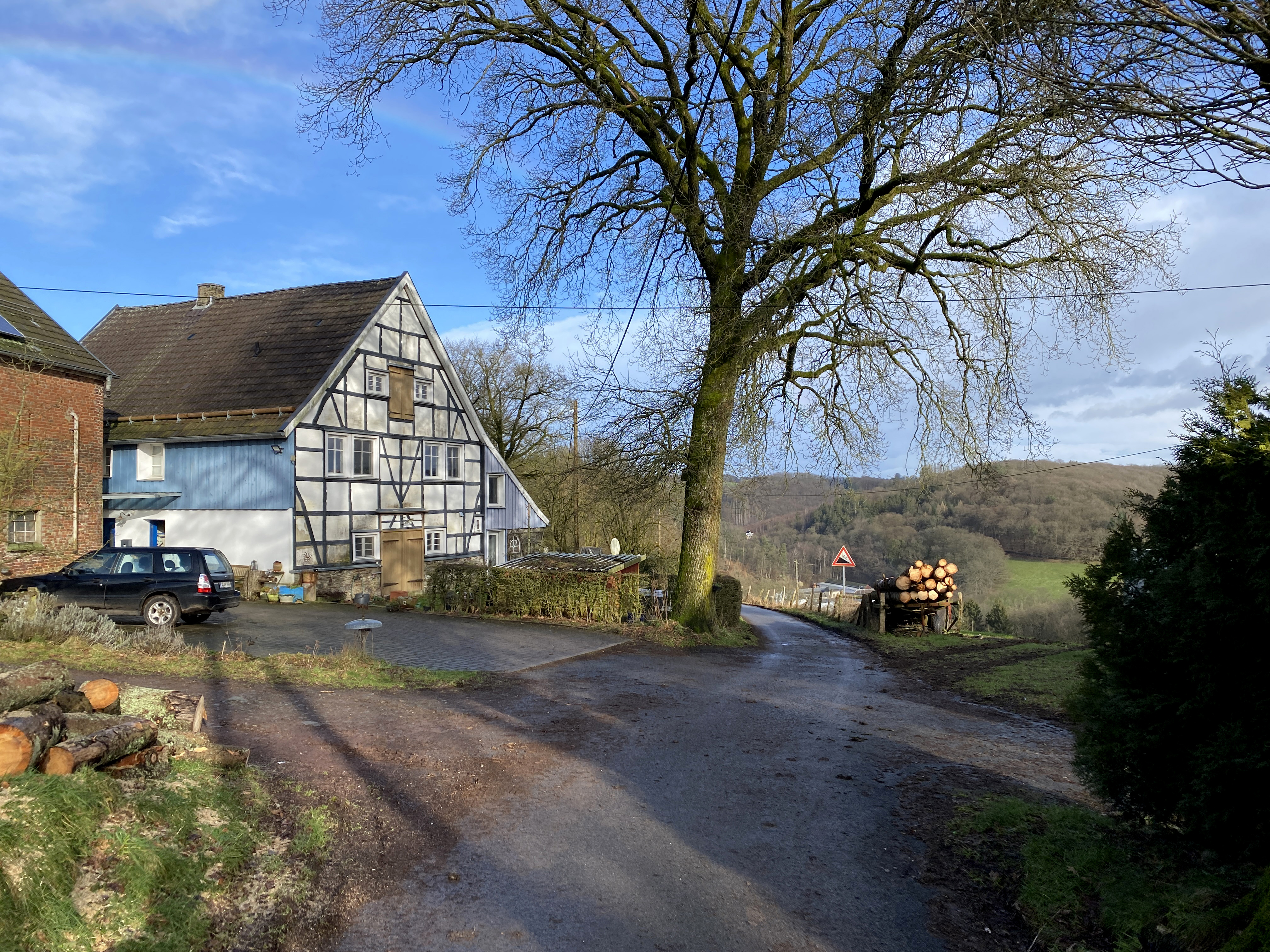
Stoffelsberg 1
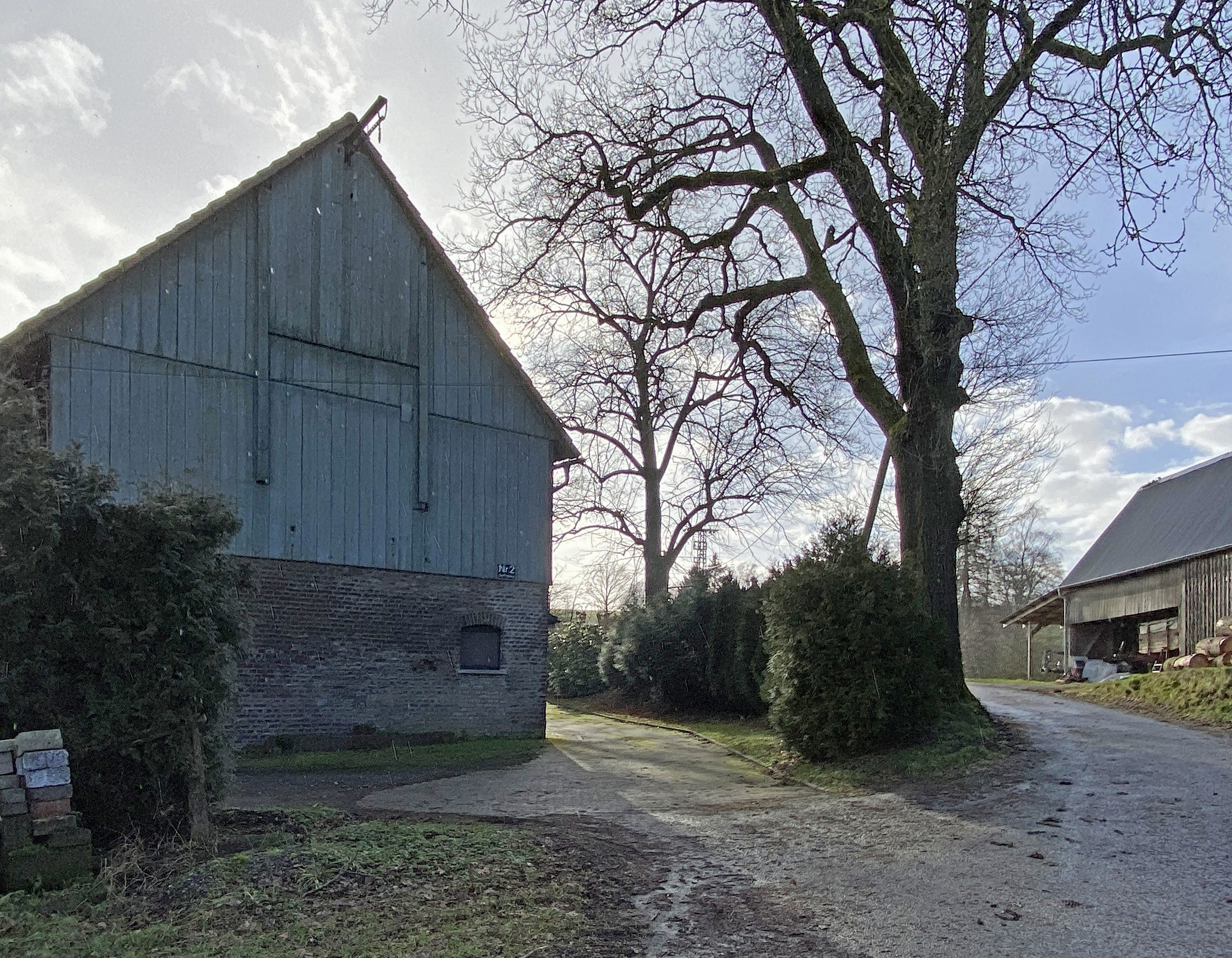
Stoffelsberg 2
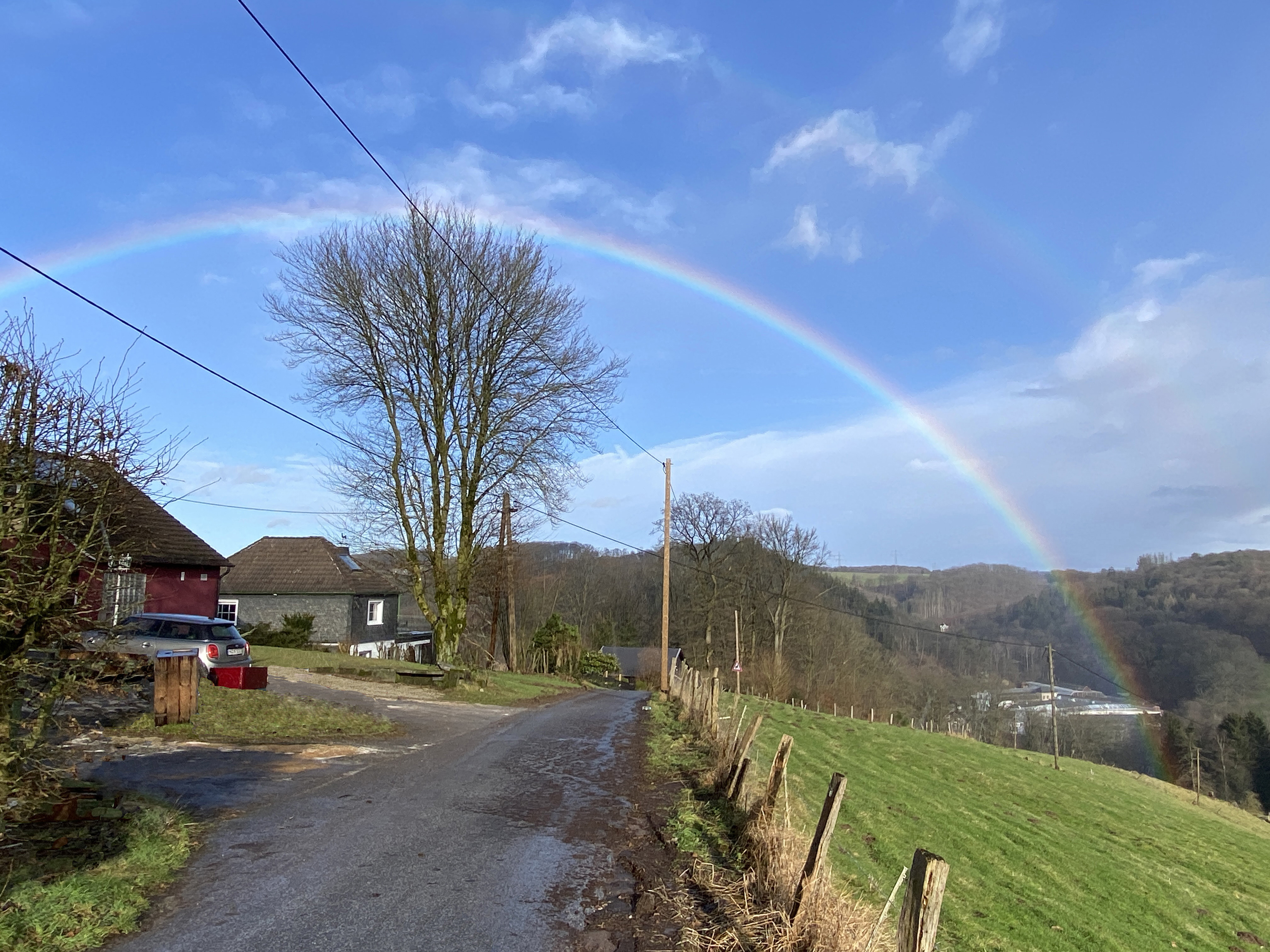
Stoffelsberg 3, 5
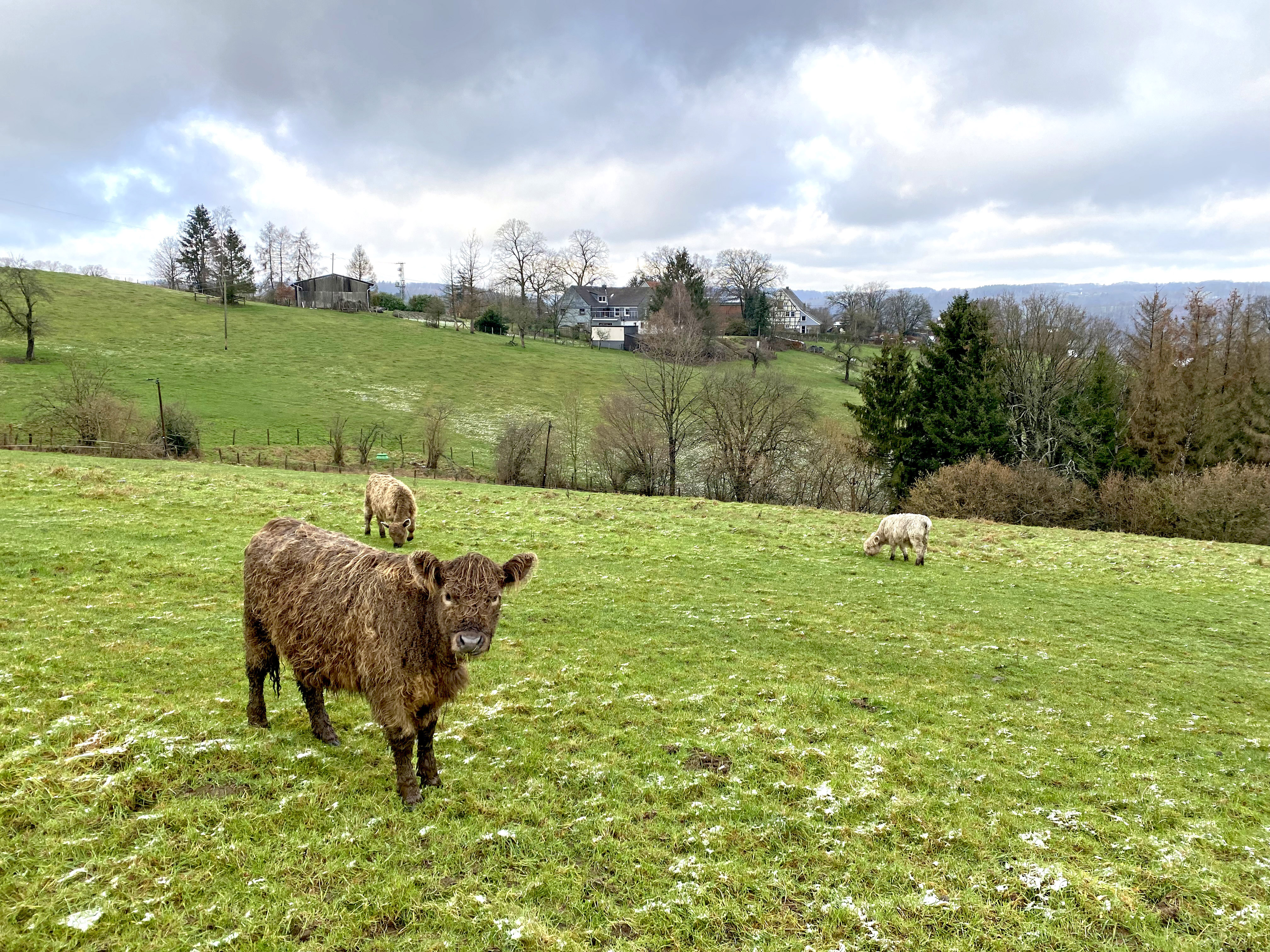
Stoffelsberg - Blick von Nöllenberg mit jungem Galloway-Rind